# Plantago podlechii
Plantago podlechii är en grobladsväxtart som beskrevs av H. Akhani. Plantago podlechii ingår i släktet kämpar, och familjen grobladsväxter. Inga underarter finns listade i Catalogue of Life.